# Oosthoekduinen
Oosthoekduinen is een natuurgebied in de West-Vlaamse gemeente De Panne.
Het 80 ha grote gebied wordt beheerd door het Agentschap voor Natuur en Bos. Doordat de duinen wat ouder zijn is het gebied licht ontkalkt en daardoor komt het duinroosje er veel voor. Ook muurpeper en kandelaartje zijn er te vinden, evenals duinsterretjesmos en diverse korstmossoorten. Ook is er duinstruweel.
Van de vogels kunnen worden genoemd: nachtegaal, grasmus, zwartkop en fitis. In poelen leeft de kamsalamander. Van de insecten vindt men de kleine parelmoervlinder en de blauwvleugelsprinkhaan.
Bijzonder van dit gebied is de overgang van duin- naar poldergebied. Hier zijn diverse soorten iepen aangeplant. Hier komt ijzerrijk kwelwater aan de oppervlakte, en er komen bloemrijke graslanden voor.
In de nabijheid van het gebied ligt het Bezoekerscentrum De Duinpanne en in het gebied zijn wandelingen uitgezet. In het westen sluit het gebied aan op het Calmeynbos, in het noorden op Houtsaegerduinen en het Kerkepannebos.